# Pellagra
La pellagra è una malattia causata dalla carenza o dal mancato assorbimento di vitamine del gruppo B, niacina (vitamina PP), o di triptofano, amminoacido necessario per la sua sintesi. Questa vitamina è presente in genere nei prodotti freschi: latte, verdure, cereali. È una patologia frequente tra le popolazioni che facevano esclusivo uso della polenta di sorgo o di mais come alimento base.
Colpisce principalmente persone affette da un sistema alimentare fortemente squilibrato, fattori concorrenti sono stati disturbi gastrointestinali o alcolismo cronico, che pure interferiscono con l'assorbimento e l'assimilazione della vitamina. Anche il mais o il sorgo possiedono questa vitamina, in una forma che però non può essere assorbita dall'intestino di mammiferi non ruminanti, se non dopo un trattamento con alcali, ad esempio la nixtamalizzazione, impiegata nella preparazione del pozol e della farina per le tortilla.
Sembra che sia stata inizialmente identificata in Spagna (dove prese il nome di mal de la rosa) dal medico Gaspar Casal Julián, nel 1735. Era spesso scambiata per lebbra. Negli Stati Uniti d'America venne identificata con certezza a partire dal 1907, ma diversi dati suggeriscono che la malattia si fosse già manifestata negli anni venti del XIX secolo. Fra il XVIII ed il XIX secolo ha colpito duramente soprattutto le popolazioni delle zone rurali dell'Italia settentrionale, e in particolare quelle più povere della Lombardia, del Veneto orientale e del Friuli.

## Storia
In Italia, la malattia fu estremamente diffusa fra il XVIII e il XIX secolo, esclusivamente nelle zone settentrionali, dove fu sconfitta solo nella seconda metà del XX secolo. Il termine pellagra apparve per la prima volta nel 1771, in un libro del medico Francesco Frapolli, pubblicato a Milano. Il termine fu preso dalla lingua lombarda, per indicare la caratteristica pelle ruvida causata dalla malattia. Un grande contributo alla conoscenza della pellagra lo diede, nel XVIII secolo, il medico Gaetano Strambio, autore di tre trattati sulla malattia: Strambio descrisse la sintomatologia della pellagra e ne escluse l'eziologia infettiva, ritenendola ereditaria.
Alla fine del XVIII secolo, era proprio l'Italia il paese più colpito, tanto che cominciarono gli interventi pubblici per estirpare questa piaga: nel 1776 il governo della repubblica di Venezia individuava la causa della pellagra che colpiva i propri contadini nei «sorghi turchi immaturi e guasti» ripescati dai terreni alluvionati. Giuseppe II d'Asburgo fondò a Legnano, nel 1784, il primo ospedale per malati di pellagra, ma esso venne chiuso solo 12 anni dopo. Tra il 1804 e il 1805, il governo austriaco, che allora dominava quella parte d'Italia, condusse un'inchiesta sulla pellagra nelle province di Treviso e Padova, concludendo che la malattia non era né contagiosa né ereditaria, ma dipendeva «dall'abuso dell'alimento vegetabile, in particolare del granturco».
È da sottolineare che i contadini della zona conducevano una dieta basata su due o tre chili di polenta al giorno, non avendo altre possibilità per nutrirsi. In seguito all'Unità d'Italia, un'inchiesta promossa dalla Direzione di Agricoltura nel 1878 contò 97 855 casi di pellagra in 40 province dello Stato, con picchi nel Veneto. Il governo decise quindi, nel 1881, di prendere i primi provvedimenti per contrastare la malattia, finanziando la costruzione di essiccatoi per la stagionatura artificiale del granturco e di cucine che migliorassero l'alimentazione dei contadini.

Nel 1881 il Veneto aveva 55 881 pellagrosi su 1 041 283 abitanti dediti all'agricoltura. Nel 1899 scendono a 39 882 su una popolazione di 1 161 973. Pur con questa diminuzione, il Veneto rimase in testa alle regioni italiane oggetto di una inchiesta: Piemonte, Lombardia, Liguria, Emilia, Marche, Umbria, Toscana e Lazio. 

Il medico Achille Sacchi sottolinea che la malattia si diffonde là dove l'alimentazione è troppo povera e basata solo sul mais, mentre il senatore Stefano Jacini, pur protagonista di una celebre Inchiesta agraria, lo nega. Ma la prima legge specifica risale all'età giolittiana, quando cioè il governo prese numerose misure per incrementare il benessere all'interno della penisola: nel 1902 si rese obbligatoria la denuncia dei casi accertati. Dal 1910 in poi, i casi non superarono i duemila all'anno, grazie al miglioramento della qualità della vita in campagna e alla diminuzione del numero di contadini, a causa dell'industrializzazione. Il Veneto rimaneva comunque in cima per il numero di malati: in questa regione, la pellagra continuerà ad essere presente anche quando in tutto il resto d'Italia sarà scomparsa.
Nel corso del XX secolo, la ricerca sulla pellagra fece grandi progressi, arrivando alla formulazione definitiva sulla sua causa: l'insufficienza alimentare come tale, che per sua parte non forniva quei pochi elementi che erano gravemente carenti nel mais, quindi non era un fatto di semplice assunzione del mais, come si credeva in precedenza, ma era dovuto al fatto di alimentarsi in modo squilibrato, e praticamente solo di mais. Fu Joseph Goldberger nel 1914 a scoprire la causa effettuando degli esperimenti sul campo tra la popolazione afrostatunitense negli Stati Uniti d'America meridionali, ma non trovò l'elemento carente nel mais. Nel 1937, Conrad Arnold Elvehjem e i suoi colleghi dell'Università del Wisconsin-Madison riuscirono a dimostrare che l'acido nicotinico, isolato per la prima volta nel 1912 da Kazimierz Funk scambiandolo però con un'altra sostanza, aveva la proprietà di guarire una malattia dei cani nota per la sua sintomatologia come black tongue (Lingua nera villosa), nota da tempo per essere equivalente alla pellagra umana. Subito dopo la pubblicazione dell'articolo vennero riferiti anche i primi successi nel trattamento della pellagra umana attraverso la somministrazione dell'ammide dell'acido nicotinico, chiamato perciò anche "fattore PP" (Pellagra Preventing).
Oggi si è a conoscenza del fatto che il mais è un alimento carente (incompleto) dal punto di vista nutritivo, (soprattutto per vitamine e aminoacidi), ma non è pericoloso se il consumo è integrato con gli elementi che mancano; l'uso come cibo fortemente prevalente è invece comprensibilmente errato. I procedimenti di nixtamalizzazione del mais in uso nei paesi di origine, (America Centrale), e quelli di preparazione dei derivati, (come il Pozol), invece arricchiscono grandemente la pasta di mais in niacina e altre vitamine, e inoltre in quantità notevoli di amminoacidi (proteine) pregiati freschi, i prodotti sono quindi alquanto equilibrati, nutritivi, e usati anche per scopi terapeutici.
Le popolazioni che, per abitudine e disponibilità dell'alimento, consumavano la polenta con il latte, in particolare in alcune zone della Lombardia, non erano soggette alla malattia: difatti il latte contiene proteine ad alto valore biologico e anche vitamine idrosolubili, compresa la PP (Pellagra Preventis) detta anche niacina.

## Clinica
È causata dalla carenza o dal mancato assorbimento di vitamine del gruppo B, in particolare niacina (vitamina PP); può anche esser dovuto a un deficit di triptofano, amminoacido utilizzato per la sintesi di niacina.

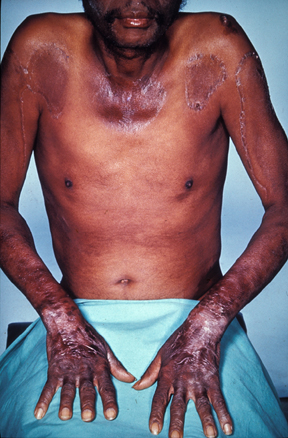
Segni dermatologici: desquamazione, eritema, cheratosi delle aree esposte alla luce solare.

Anche alterazioni del metabolismo proteico possono causare la pellagra, come nel caso della sindrome carcinoide nella quale viene prodotta in eccesso serotonina, utilizzando fino al 70% del triptofano disponibile e causando quindi carenza di triptofano.

### Segni e sintomi
La pellagra è responsabile di un quadro clinico detto "delle tre D": demenza, dermatite e diarrea. Lo stesso quadro assume facilmente il nome di "quadro delle quattro D" (demenza, dermatite, diarrea e decesso). I sintomi della pellagra sono disepitelizzazione (desquamazione - perdita della pelle) delle mani e del collo, diarrea, perdita di appetito e di peso, stress, lingua arrossata e gonfia, depressione e ansia.
A livello del collo è possibile osservare un segno caratteristico detto "Collare di Casal" che consiste in un rash eritematoso pigmentato a forma di V (impegna i campi dei dermatomeri C3 e C4).
Particolare rilievo hanno i sintomi neurologici, che si manifestano inizialmente come una sindrome polinevritica con disturbi principalmente sensoriali. Risultano essere associati frequenti disturbi psichici (confusione e deterioramento intellettivo) e cutanei (eritemi ed eruzioni bollose). I sintomi della pellagra subclinica possono essere erroneamente interpretati come sintomi di una malattia mentale.

## Complicanze
Possibili complicanze della malattia possono essere identificate in lesioni a carico del sistema nervoso centrale (in particolare midollo spinale e tronco encefalico) con conseguenti quadri associati di ipertonia, nistagmo e sindrome piramidale.

## Diagnosi differenziale
La pellagra deve essere distinta dalle patologie di origine genetica che determinano alterazioni nell'assorbimento intestinale o nel riassorbimento renale degli aminoacidi, come la malattia di Hartnup. In questo caso, il riscontro di aminoacidi nelle urine orienta verso una malattia genetica.

## Prognosi
Se non curato, questo disturbo può portare alla morte nel giro di pochi anni.

## Terapia
La terapia consiste nella somministrazione di nicotinammide, che è correlato chimicamente alla niacina, sotto forma di vitamina PP. Ovviamente una dieta alimentare equilibrata porta alla completa remissione della malattia, se causata semplicemente da alimentazione carente.